# Divize A 1976/1977
V soubojích 12. ročníku České divize A 1976/77 se utkalo 14 týmů dvoukolovým systémem podzim – jaro. Tento ročník začal v srpnu 1976 a skončil v červnu 1977.

## Nové týmy v sezoně 1976/77
Z 3. ligy – sk. A 1975/76 sestoupila do Divize A mužstvo TJ Baník Sokolov. Z krajských přeborů ročníku 1975/76 postoupilo vítězné mužstvo TJ Spartak Chodov ze Západočeského krajského přeboru a VTJ Písek ze Jihočeského krajského přeboru.

## Výsledná tabulka
| Poř. | Tým                       | Z  | V  | R  | P  | VG | OG | B  |
| ---- | ------------------------- | -- | -- | -- | -- | -- | -- | -- |
| 1.   | TJ Baník Sokolov          | 26 | 16 | 6  | 4  | 43 | 30 | 38 |
| 2.   | TJ Tatran Prachatice      | 26 | 14 | 5  | 7  | 47 | 29 | 33 |
| 3.   | TJ Lokomotiva Plzeň       | 26 | 13 | 5  | 8  | 43 | 31 | 31 |
| 4.   | TJ Škoda Plzeň "B"        | 26 | 10 | 10 | 6  | 35 | 30 | 30 |
| 5.   | TJ Spartak Chodov         | 26 | 9  | 11 | 76 | 36 | 23 | 29 |
| 6.   | TJ Rudá hvězda Sušice     | 26 | 10 | 9  | 7  | 39 | 28 | 29 |
| 7.   | VTJ Tábor „B“             | 26 | 9  | 9  | 8  | 31 | 25 | 27 |
| 8.   | TJ ČSAD Plzeň             | 26 | 9  | 8  | 9  | 33 | 38 | 26 |
| 9.   | TJ Škoda České Budějovice | 26 | 9  | 7  | 10 | 23 | 21 | 25 |
| 10.  | TJ Rudá hvězda Domažlice  | 26 | 9  | 6  | 11 | 28 | 29 | 24 |
| 11.  | VTJ Písek                 | 26 | 8  | 8  | 10 | 35 | 40 | 24 |
| 12.  | TJ ZVVZ Milevsko          | 26 | 8  | 5  | 13 | 20 | 37 | 21 |
| 13.  | TJ ČZ Strakonice          | 26 | 6  | 6  | 14 | 21 | 36 | 18 |
| 14.  | TJ Dynamo ZČE Plzeň       | 26 | 2  | 5  | 19 | 18 | 55 | 9  |

Poznámky:
- Z = Odehrané zápasy; V = Vítězství; R = Remízy; P = Prohry; VG = Vstřelené góly; OG = Obdržené góly; B = Body

|  | Postup do 2. ligy – sk. A 1977/78                |
|  | Sestup do příslušného oblastního přeboru 1977/78 |